# Корінне населення Гаяни
Корінні жителі Гаяни, корінні гаянці або індіанці Гаяни — жителі Гаяни, які мають індіанське походження. Вони становлять приблизно 9,16 % населення Гаяни. Американським індіанцям приписують винайдення каное, а також страв із маніоки та гаянського перцю, національної страви Гаяни. Мови американських індіанців також увійшли до лексикону гаянської креольської мови.
Звичаї та мови в народів індіанців відрізняються. Кожна група має окрему мову, хоча є розуміння між носіями пемон, капонґ і макуші. Згідно з опитуванням, проведеним Міжамериканським банком розвитку, лише 20 % домогосподарств вільно володіли рідною мовою, і більша вільність була пов'язана з більшою віддаленістю від столиці. Карибів історично вважали войовничим народом, і хоча існує міжплемінне суперництво, багато з того, що залишилося сьогодні, було спровоковано під час європейської колонізації.
Відсутність системи письма під час європейських контактів сприяла широкому спектру написання назв груп; прикладом були варао, які мали майже 30 різних варіантів згідно з ранніми документами.

## Постколумбова історія
Рання взаємодія з голландцями включала торгівлю або міліційні послуги, такі як полювання на рабів-утікачів, які продовжувалися для британців у 1800-х роках. Європейські колоніальні уряди розглядали їх як захисників земель або їхніх кордонів від претензій Іспанії та Франції. Самі індіанці також вважалися такими, що потребують захисту, що призвело до політики місіонерства. Ранні земельні концесії та права, надані для заспокоєння американських індіанців, щоб європейські інтереси вижили в Гаяні, були підірвані з припиненням рабства та поширенням точки зору, що американські індіанці отримували користь від цивілізаційної сили європейської культури. Місії та школи були засновані різними християнськими товариствами, і вони продовжують відігравати важливу роль у багатьох сучасних спільнотах.
У 1899 році Гаазький трибунал для визначення кордону між Британською Гвіаною та Венесуелою використав докази того, що після прийняття британського суверенітету традиційні землі цих племен були частиною Британської Гвіани.
Конституційна конференція 1965 року визнала права індіанців. На відміну від патерналістського місіонерського підходу, інтеграція та асиміляція набули більшого значення у 20 столітті. У 1976 році в Джорджтауні була відкрита Резиденція корінних народів, щоб надати житло жителям глибинки, які відвідують Джорджтаун з освітньою, медичною чи іншою метою.
Право власності є ключовою поточною проблемою для корінних громад, з посяганням на традиційні землі для видобутку корисних копалин, лісозаготівлі або інших комерційних цілей. Судові справи стосуються проблем, пов'язаних з економічною діяльністю на прилеглих землях, що впливає на громади індіанців, наприклад, забруднення джерел води.
Американські індіанці заснували церкву Алілуя, яка поєднує християнські вірування з традиціями індіанців.

## Сучасні групи
- Акавайо (також відомі як Акауайо, Асевайо, Акаваї або Інґаріко), басейн річки Мазаруні та Венесуела[13]
- Острівні Кариби, відомі як їхній материковий аналог Каліна (також відомий як Карінья, Галібі, Калігна, Каліня, Карінья, Карінья), північний схід[13]
- Патамона (також відома як Інгаріко), західна центральна частина, Бразилія та Венесуела[13]
- Локоно (Аравак), Гаяна, Тринідад, Венесуела[13]
- Макуші, Бразилія та Гаяна
- Пемон (Arecuna), високогірна савана, Бразилія, Гаяна та Венесуела[13]
- Вайвай, Амазонас, Бразилія та Гаяна[13]
- Вапішана (також відомий як Uapixana, Vapidiana, Wapichan, Wapichana, Wapisana, Wapishshiana, Wapisiana, Wapitxana, Wapixana) Бразилія та Гаяна
- Варао (також відомий як Гуарао, Гуарауно, Варау, Варрау), Гаяна та Венесуела[13][14]

## Найближчі народності, які могли бути присутніми в Гаяні
- Аторада, південний захід і Бразилія[13]
- Ауаке, Бразилія та Гаяна
- Джаой (Яо), Гаяна, Тринідад і Венесуела
- Мапідіан (також відомий як Маваяна), південний захід[13]
- Тарума, Гаяна, Бразилія, Сурінам. Визнаний у Маруранау вапішаною.[15]
- Тірійо[16]

## Видатні особи
- Сідні Аллікок, колишній віцепрезидент Гаяни
- Стівен Кемпбелл, аравацький політик
- Валері Харт
- Освальд Гуссейн
- Жан Ла Роз, аравацький еколог і борець за права корінного населення
- Джордж Саймон (нар. 1947), художник і археолог
- Маркус Вілсон